# أشقر (خيل)

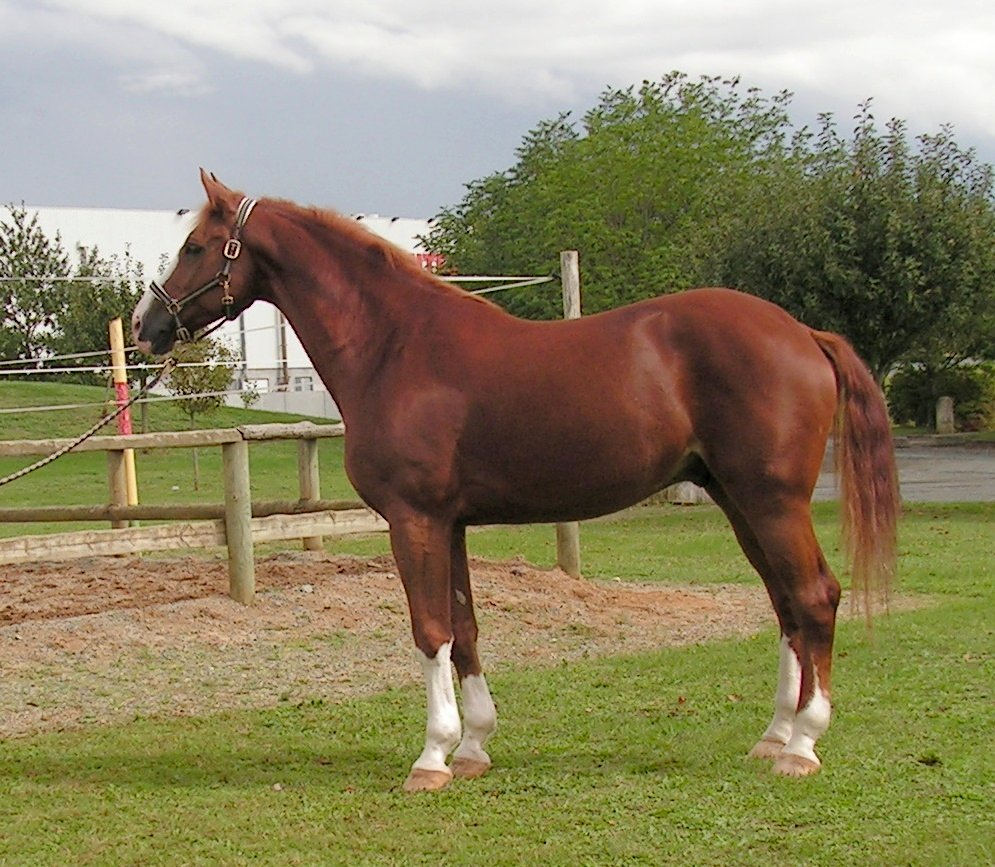
فرس أشقر ذو شِيَات بيضاء.

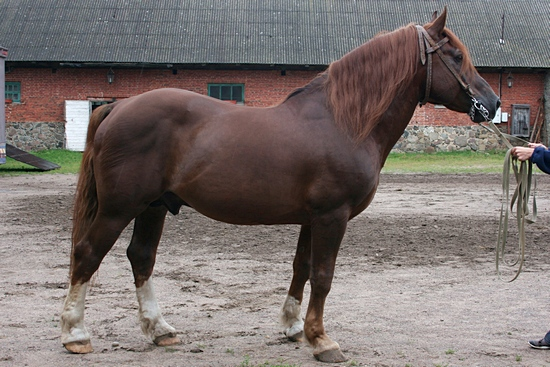

الأشقر (ملاحظة 1) هو لون ثوب شعر الخيول لونه من المحمر إلى البني ذو عُرف وذيل بنفس اللون أو أفتح في اللون من الثوب. يتميز الفرس الأشقر بالغياب المطلق للشعر الأسود الحقيقي. إنه أحد ألوان أثواب الخيل الأكثر شيوعًا، حيث يُرى في كل سلالة من الخيول تقريبًا. يقال للخيل الأشقر الذي خلصت شقرته سِّلَّغْد.

## هوامش
ملاحظة 1: يسمى في بعض المراجع خطأً الكُمَيت أو الأحوى